# Толстое (Белгородская область)
Толстое — село в Губкинском городском округе Белгородской области. Административный центр Толстянской территориальной администрации. На 2017 год в селе числилось 8 улиц.
Ежегодно 8 ноября отмечается день села.

## География
Находится в 38 км от города Губкин и в 64 км от Белгорода Высота центра селения над уровнем моря — 242 м.

## История
Поселение было основано в период между 1635 и 1658 годами. Согласно местному преданию село основано семьями беглых крепостных, вставших на государственную службу на Белгородской черте, при балке Толстая дубрава, вследствие чего первоначально получило такое же название.
В 1879 году в избе была открыта школа, именовавшаяся «Толстодубравская» (в соответствии с другим наименованием села). В 1883 году в селе был построен храм во имя великомученника Димитрия Салунского. По данным переписи населения 1885 года в селе было 213 дворов и 1448 жителей. Кроме этого функционировало 10 промышленных предприятий, 3 торговые лавки; 7 домохозяев держали пчёл. Само же село относилось к Скородинской волости Старооскольского уезда Белгородской губернии.
В 1907 году в селе насчитывалось 1732 человека (876 мужчин и 856 женщин). С июля 1928 года Толстое стало центром Толстянского сельсовета в Скороднянском районе. В 1930 году были созданы первые колхозы.
На 1932 год население села составляло 2181 человек. В апреле 1962 года Толстое вошло в состав Губкинского района Белгородской области. По данным переписи населения 1979 года население села составляло 731 человек, а по переписи 1989 года численность населения упала до 578 человек. В начале 1990-х в селе продолжал функционировать совхоз «Дубравенский». На 1997 год в селе проживало 689 человек.

## Инфраструктура
Все дома на территории села газифицированы, сообщение с другими населёнными пунктами Толстянской территориальной администрации осуществляется по асфальтированным дорогам. Кроме этого в селе функционирует средняя школа, Дом культуры, почта, медпункт и Дом ветеранов.

## Население
| 2002 | 2010 | 2011 | 2013 | 2015 | 2016 |
| ---- | ---- | ---- | ---- | ---- | ---- |
| 673  | ↘626 | ↗631 | →631 | ↘595 | ↘575 |

## Достопримечательности
- Мемориал в честь погибших в годы Великой Отечественной войны[3].

## Люди связанные с селом
- Глебов, Владиимир Петрович (1934—2018) — советский и российский ученый в области теплотехники, доктор технических наук, заслуженный деятель науки и техники РФ, лауреат премии Совета Министров СССР.